# Kampfit
Das Mineral Kampfit ist ein sehr selten vorkommendes Schichtsilikat mit der chemischen Zusammensetzung Ba12(Si11Al5)O31(CO3)8Cl5. Es kristallisiert im monoklinen Kristallsystem und konnte bisher nur in Form massiger Aggregate von hell blaugrauer oder grünlicher Farbe gefunden werden.

## Etymologie und Geschichte
Entdeckt wurde Kampfit bereits 1964 im Grubenfeld „Esquire No. 1“ am Rush Creek im Fresno County (Kalifornien) von einem aus der Gruppe der Erstbeschreiber. Laurel C. Basciano, Lee A. Groat, Andrew C. Roberts, Joel D. Grice, Gai E. Dunning, Eugene E. Foord, Ingrid M. Kjarsgaard und Robert E. Walstrom benannten das Mineral nach Anthony Robert Kampf (* 1948), dem Kurator und Sektionsleiter Mineralsammlung des Natural History Museum of Los Angeles County, um seine vielen bedeutenden Beiträge zur kristallographischen Studie neuer und seltener Minerale zu würdigen.
Die in der Originalbeschreibung angegebene Zusammensetzung Ba6[(Si,Al)O2]8(CO3)2Cl2(Cl,H2O)2 und die auf der Basis einer hexagonalen Elementarzelle ermittelten Gitterparameter mussten nach einer Neuanalyse 2007 durch Laurel C. Basciano und Lee A. Groat korrigiert werden.

## Klassifikation
In der mittlerweile veralteten, aber noch gebräuchlichen 8. Auflage der Mineralsystematik nach Strunz gehörte der Kampfit zur Mineralklasse der „Silikate und Germanate“ und dort zur Abteilung der „Schichtsilikate (Phyllosilikate)“, wo er zusammen mit Cymrit, Delhayelith, Hydrodelhayelith, Lourenswalsit, Macdonaldit, Monteregianit-(Y), Rhodesit, Tienshanit und Wickenburgit die unbenannte Gruppe VIII/H.38 bildete.
Die seit 2001 gültige und von der International Mineralogical Association (IMA) verwendete 9. Auflage der Strunzschen Mineralsystematik ordnet den Kampfit ebenfalls in die Klasse der „Silikate und Germanate“ und dort in die Abteilung der „Schichtsilikate (Phyllosilikate)“ ein. Diese Abteilung ist allerdings weiter unterteilt nach der Kristallstruktur, so dass das Mineral entsprechend seinem Aufbau in der Unterabteilung „Doppelnetze mit 6-gliedrigen Ringen“ zu finden ist, wo es als einziges Mitglied die unbenannte Gruppe 9.EG.20 bildet.
Auch die vorwiegend im englischen Sprachraum gebräuchliche Systematik der Minerale nach Dana ordnet den Kampfit in die Klasse der „Silikate und Germanate“, dort allerdings in die Abteilung der „Unklassifizierten Silikatminerale“ ein. Hier ist er einziges Mitglied in der unbenannten Gruppe 78.05.10 innerhalb der Unterabteilung „Unklassifizierte Silikate: mögliche Schichtsilikate“ zu finden.

## Bildung und Fundorte
Kampfit bildet sich in Form unregelmäßiger Massen bis etwa 10 Millimeter Größe, als Einschlüsse in quarzreichen Bereichen sanbornithaltiger Gesteine. Begleitminerale sind unter anderem Celsian, Fresnoit, Macdonaldit, Pyrrhotin, Titantaramellit, Traskit und Witherit.
Neben seiner Typlokalität, dem Grubenfeld „Esquire No. 1“ am Rush Creek, konnte das Mineral bisher (Stand: 2012) im Grubenfeld „Esquire No. 7“ am nahegelegenen Big Creek (Fresno County, Kalifornien) nachgewiesen werden.

## Kristallstruktur
Kampfit kristallisiert monoklin in der Raumgruppe Cc (Raumgruppen-Nr. 9) mit den Gitterparametern a = 31.2329(7) Å; b = 5.2398(1) Å; c = 9.0966(3) Å und β = 106.933(2)° sowie einer Formeleinheit pro Elementarzelle.